# Worcester (Massachusetts)
Worcester (uitspraak: "Wiester") is de op een na grootste stad in de Amerikaanse staat Massachusetts. De stad ligt ongeveer 75 km ten westen van Boston.
Worcester telt ruim 181.000 (2010) inwoners. Het is daarmee de 121e stad in de Verenigde Staten (2000) qua inwonertal. De oppervlakte bedraagt 97,3 km², waarmee het de 170e stad is.
Het Worcester Polytechnic Institute, een gerenommeerde technische universiteit gesticht in 1865, is net als de Clark University, een gerenommeerde onderzoeksuniversiteit gesticht in 1887, in de stad gevestigd.

## Geschiedenis
De eerste kolonisten vestigden zich in Worcester in 1673. De naam van de nederzetting komt van de stad Worcester in Engeland. De nederzetting werd in 1722 een zelfstandige gemeente, en werd in 1848 officieel erkend als stad (city).
De latere president John Adams was een onderwijzer aan de dorpsschool in Worcester voordat hij terugkeerde naar Braintree (Massachusetts) om zich daar als advocaat te vestigen.
Op 23 augustus 1850 werd in Worcester een nationale conventie voor vrouwenrechten georganiseerd, een van de eerste ooit in de wereld.
Op 9 juni 1953 werd Worcester door een tornado getroffen, die een groot deel van de stad verwoestte. Daarbij kwamen 94 mensen om het leven. Het was de dodelijkste tornado in de geschiedenis van New England.

## Demografie
Van de bevolking is 14,1 % ouder dan 65 jaar en bestaat voor 33 % uit eenpersoonshuishoudens. De werkloosheid bedraagt 3,3 % (cijfers volkstelling 2000).
Ongeveer 15,1 % van de bevolking van Worcester bestaat uit hispanics en latino's, 6,9 % is van Afrikaanse oorsprong en 4,9 % van Aziatische oorsprong.
Het aantal inwoners steeg van 169.636 in 1990 naar 172.648 in 2000.

## Klimaat
In januari is de gemiddelde temperatuur -5,1 °C, in juli is dat 20,9 °C. Jaarlijks valt er gemiddeld 1212,9 mm neerslag (gegevens op basis van de meetperiode 1961-1990).

## Plaatsen in de nabije omgeving
De onderstaande figuur toont nabijgelegen plaatsen in een straal van 20 km rond Worcester.

## Geboren in Worchester (Mass.)
- Ellen Day Hale (1855-1940), kunstschilder
- Fanny Bullock Workman (1859–1925), geograaf, ontdekkingsreiziger en cartograaf
- Arthur Wheelock Moulton (1873–1962), bisschop in de Episcopaalse Kerk
- Lewis Stone (1879-1953), acteur
- Robert Hutchings Goddard (1882-1945), wetenschapper en uitvinder
- Stanley Kunitz (1905-2006), dichter, vertaler en leraar
- Lillian Gertrud Asplund (1906–2006), overlevende van de ramp met de RMS Titanic
- Wendell Culley (1906–1983), jazztrompettist
- Elizabeth Bishop (1911–1979), dichteres en schrijfster
- Samuel Fuller (1912-1997), filmregisseur, scenarist en schrijver
- Arthur Kennedy (1914-1990), acteur
- Georgia Gibbs (1919–2006), jazz-zangeres
- Jaki Byard (1922–1999), jazz-saxofonist, -pianist en componist
- Kenneth O'Donnell (1924–1977), campagnechef, assistent, adviseur en topman in het Witte Huis van de Amerikaanse president John F. Kennedy
- Don Fagerquist (1927–1974), jazztrompettist
- Harry Sheppard (1928-2022), jazzmuzikant
- Frank Capp (1931–2017), drummer en orkestleider van de West Coast Jazz en Mainstream jazz
- Ronald Dworkin (1931–2013), filosoof, gespecialiseerd in de rechtsfilosofie en de politieke filosofie
- Joseph D. Early (1933-2012), politicus
- Abbie Hoffman (1936–1989), anarchistisch anti-oorlogs-activist
- John Adams (1947), componist en dirigent
- Richard ("Butch") Johnson (1955-2024), boogschutter
- Denis Leary (1957), stand-upkomiek en acteur
- Scott Silver (1964), scenarioschrijver, filmregisseur en producent
- Ryan Idol (1966), pornoacteur
- Doug Stanhope (1967), stand-upcomedian en televisieacteur
- Jordan Knight (1970), singer-songwriter
- Jean Louisa Kelly (1972), actrice
- Jay Cutler (1973), professioneel bodybuilder
- Alicia Witt (1975), actrice
- Aaron Haddad (1982), professioneel worstelaar
- Erik Per Sullivan (1991), acteur